# Gotha
Gotha és un municipi alemany del Bundesland de Turíngia (Estat Lliure de Turíngia, Freistaat Thüringen), situat a 74 km de Coburg. És la capital del districte de Gotha. Segons el cens de 2004, té una població de 46.205 habitants.
És la ciutat on es publica l'Almanac de Gotha.

## Persones il·lustres
- Hermann Berghaus (1828-1890): cartògraf i professor
- Wolfgang Haack (1902-1994), matemàtic
- Friedrich Schuchardt (1876-[...?]), fou un sacerdot i compositor musical.
- Hugo Schuchardt (1842-1927), lingüista

## Viles agermanades
- Martin, Eslovàquia